# Ioan Deneș
Ioan Deneș (n. 13 aprilie 1968, Spermezeu, România) este un politician român, senator de Bistrița-Năsăud din partea Partidului Social Democrat (PSD)..